# RHYTHM EMOTION
「RHYTHM EMOTION」（リズム・エモーション）は、TWO-MIXの楽曲。同グループ2枚目のシングルとして1995年11月22日にキングレコードから発売された。

## 背景
表題曲は、テレビ朝日系アニメ『新機動戦記ガンダムW』の後期オープニングテーマに起用された。『新機動戦記ガンダムW』の3クール目からこの曲に代わる予定で1995年11月に発売されたが、実際に『ガンダムW』のオープニング曲として使用されたのは翌年の2月からで、2か月間しか使用されなかった。遅れた理由は、監督の池田成が途中降板したため、キャラクターデザイン担当だった村瀬修功がOPの作画を担当することになったが、完成が大幅に遅れ、結局完成したのは最終回直前になったため。ただし、挿入歌としてはその前に使われている。
このCDが発売された時点ではTWO-MIXの素性については世間ではほとんど認知されておらず、テレビ、ラジオ、雑誌といったメディアにおいては謎のアーティストという扱いをされていた。

## 音楽性
カップリング曲の「ENDLESS LOVE」は、ピアノを中心としたクラシック的な要素と、ダンスミュージックの激しさを組み合わせた曲である。ベスト・アルバム『BPM "BEST FILES"』の解説によると永野椎菜もコーラスに参加している。永野曰く「（コーラスは）苦手なのに駆り出された」という。

## チャート成績
当時としてはかなりアップテンポだったことや、同時期に流行っていた打ち込み系のダンスミュージックであったこと、DTMが流行りかけていたことから、曲としても人気が出て、且つ主題歌になる予定であった『新機動戦記ガンダムW』が人気を博しており、更に前の主題歌である「JUST COMMUNICATION」の人気が出ていたことから、オリコン初登場8位と前作で果たせなかったトップ10入りを達成し、当時としては記録的な売り上げとなった。トップ100位内にも発売された1995年12月から翌年4月まで連続でチャートインするなど、ロングヒットとなった。

## 記録
第10回日本ゴールドディスク大賞ベスト5ニュー・アーティスト賞を受賞した。

## 収録曲
| 全作詞: 永野椎菜、全作曲: 高山みなみ、全編曲: TWO-MIX。 |                                      |                     |                       |      |
| #                                                       | タイトル                             | 作詞                | 作曲・編曲            | 時間 |
| 1.                                                      | 「RHYTHM EMOTION」                   | 永野椎菜 [ 注釈 1 ] | 高山みなみ [ 注釈 1 ] | 3:55 |
| 2.                                                      | 「ENDLESS LOVE」                     | 永野椎菜 [ 注釈 1 ] | 高山みなみ [ 注釈 1 ] | 6:13 |
| 3.                                                      | 「RHYTHM EMOTION」(Original Karaoke) | 永野椎菜 [ 注釈 1 ] | 高山みなみ [ 注釈 1 ] |      |
| 4.                                                      | 「ENDLESS LOVE」(Original Karaoke)   | 永野椎菜 [ 注釈 1 ] | 高山みなみ [ 注釈 1 ] |      |

## リリース履歴
| No. | 日付           | レーベル                              | 規格  | 規格品番 | 最高順位 | 備考 |
| --- | -------------- | ------------------------------------- | ----- | -------- | -------- | ---- |
| 1   | 1995年11月22日 | キングレコード / KMW スターチャイルド | 8cmCD | KIDA-121 | 8位      |      |

## 収録作品
| 曲名           | バージョン              | 収録アルバム                                | 発売日         | 備考                                                              |
| -------------- | ----------------------- | ------------------------------------------- | -------------- | ----------------------------------------------------------------- |
| RHYTHM EMOTION | Original                | 『BPM 143』                                 | 1996年1月24日  |                                                                   |
| RHYTHM EMOTION | Original                | 『BPM "BEST FILES"』                        | 1997年3月13日  |                                                                   |
| RHYTHM EMOTION | Original                | 『SUPER BEST FILES 1995〜1998』             | 1998年12月21日 |                                                                   |
| RHYTHM EMOTION | Original                | 『20010101』                                | 2001年1月1日   |                                                                   |
| RHYTHM EMOTION | Original                | 『TWO-MIX COLLECTION BOX 〜Categorhythm〜』 | 2002年11月20日 |                                                                   |
| RHYTHM EMOTION | Original                | 『TWO-MIX パーフェクト・ベスト』            | 2011年6月8日   |                                                                   |
| RHYTHM EMOTION | Original                | 『TWO-MIX 25th Anniversary ALL TIME BEST』  | 2021年2月10日  |                                                                   |
| RHYTHM EMOTION | Second Variation '96    | 『TWO→(RE)MIX』                             | 1996年3月23日  | 同アレンジのInstrumentalを含む                                    |
| RHYTHM EMOTION | Second Variation '96    | 『20010101』                                | 2001年1月1日   |                                                                   |
| RHYTHM EMOTION | Melody Box Edit         | 『TWO→(RE)MIX』                             | 1996年3月23日  |                                                                   |
| RHYTHM EMOTION | RHYTHM EMOTION PURE     | 『BPM 150MAX』                              | 1996年11月21日 |                                                                   |
| RHYTHM EMOTION | RAVEMAN Back 2 Rave Mix | 『BPM "DANCE∞"』                            | 1997年3月26日  | Remix: T.Kimura (RAVEMAN)                                         |
| RHYTHM EMOTION | RAVEMAN Back 2 Rave Mix | 『20010101』                                | 2001年1月1日   | Remix: T.Kimura (RAVEMAN)                                         |
| RHYTHM EMOTION | Orchestra ver.          | 『Baroque Best』                            | 1998年11月26日 | Orchestra Arrange: 天野正道 Orchestra: Les Solistes de Versailles |
| RHYTHM EMOTION | International           | 『BPM CUBE』                                | 2000年8月9日   | English ver.                                                      |
| RHYTHM EMOTION | International           | 『TWO-MIX COLLECTION BOX 〜Categorhythm〜』 | 2002年11月20日 | English ver.                                                      |
| RHYTHM EMOTION | Domestic                | 『BPM CUBE』                                | 2000年8月9日   | Japanese ver.                                                     |
| ENDLESS LOVE   | Original                | 『BPM 143』                                 | 1996年1月24日  |                                                                   |
| ENDLESS LOVE   | Original                | 『BPM "BEST FILES"』                        | 1997年3月13日  |                                                                   |
| ENDLESS LOVE   | Original                | 『20010101』                                | 2001年1月1日   |                                                                   |

## カバー
| 曲名           | アーティスト | 収録アルバム                              | 発売日        | 備考                            |
| -------------- | ------------ | ----------------------------------------- | ------------- | ------------------------------- |
| RHYTHM EMOTION | m.o.v.e      | 『anim.o.v.e 03』                         | 2011年9月7日  | カバーアルバム                  |
| RHYTHM EMOTION | 榊原ゆい     | 『LOVE×Cover Songs2』                     | 2015年1月28日 | カバーアルバム                  |
| RHYTHM EMOTION | やなぎなぎ   | 『TWO-MIX Tribute Album "Crysta-Rhythm"』 | 2022年7月27日 | TWO-MIXのトリビュート・アルバム |